# Ancylopus testaceus
Ancylopus testaceus là một loài bọ cánh cứng trong họ Endomychidae. Loài này được Costa miêu tả khoa học năm 1882.